# 풍각면
풍각면(豊角面)은 대한민국 경상북도 청도군의 면이다. 2016년 12월 31일 기준, 면적은 61.46km2이고, 인구는 4,123명이다. 본래 상화촌(上火村)이었는데, 고려 시대에 풍각현(豐角縣)으로 개명하고,  1018년(고려 현종 9년) 밀성군의 속현(屬縣)이 되었다.

## 행정 구역
송서리, 봉기리, 현리리 성곡리, 수월리, 화산리, 금곡리, 안산리, 흑석리, 월봉리, 차산리, 덕양리

## 교육
- 풍각초등학교 (송서리)
  - 서부분교 (폐교) - 풍각면 청려로 359 (안산리)
- 풍각중학교 (송서리)
- 경북드론고등학교 (송서리)

## 참고 문헌
- 조선 왕조(1454), 《세종실록 지리지》(世宗實錄地理志), 〈지리지 > 경상도 > 경주부(慶州府) > 밀양 도호부(密陽都護府)〉